# Distretto di Genç
Il distretto di Genç (in turco Genç ilçesi) è uno dei distretti della provincia di Bingöl, in Turchia.